# Watertoren (Wormer Hollandia)
De watertoren op het Hollandia complex aan de Veerdijk in in het Nederlandse dorp Wormer stamt uit 1888. Deze is gebouwd ten behoeve van de sprinklerinstallatie van de fabriek. Het gehele complex, inclusief de watertoren, wordt beheerd door Stichting Hollandia, die in 1980 is opgericht en in 1994 is begonnen met het opstellen van een plan voor restauratie. De werkzaamheden zullen in 2011 voltooid zijn. Delen van het complex zijn al ingericht als kantoor- en bedrijfsruimte.